# Liga Sudamericana 2018
La Liga Sudamericana 2018 è la 23ª edizione del secondo campionato tra club sudamericani organizzato dalla South American Basketball Association (ABASU), parte della FIBA Americas. La competizione è iniziata ad ottobre 2018 con la fase a gironi e si è conclusa il 14 dicembre 2018.
Il Franca si è laureato campione per la prima volta nella sua storia, battendo l'Instituto Córdoba.

## Formula
Le 16 squadre partecipanti sono divise in quattro gironi, Le prime due squadre dei gironi A, C e D, la migliore terza di questi tre gironi e la prima del girone B, avanzano alle semifinali. In questa fase, le otto squadre vengono ancora divise in due giorni di quattro squadre ciascuno, solo la prima classificata di ogni girone passa alle Finals. Le Finals vengono giocate al meglio delle tre gare. La vincitrice del torneo, si qualifica per l'edizione successiva della FIBA Americas League.

## Squadre
| Fase a gironi | Fase a gironi        | Fase a gironi |
| Nazione       | Squadra              | Metodo qualificazione                                                                                             |
| ------------- | -------------------- | --- |
| Argentina     | IACC Córdoba         | 2º posto nella stagione 2017-18 di Liga Nacional de Básquet                                                       |
| Argentina     | Quimsa               | Migliore squadra della stagione 2017-18 di Liga Nacional de Básquet, non partecipante ad un torneo internazionale |
| Argentina     | Libertad Sunchales   | Vincitrice della Superfinal de La Liga Argentina della stagione 2017-18                                           |
| Brasile       | Flamengo             | Semifinalista nella stagione 2017-18 di Novo Basquete Brasil                                                      |
| Brasile       | Bauru                | Semifinalista nella stagione 2017-18 di Novo Basquete Brasil                                                      |
| Brasile       | Franca               | 5º posto nella stagione 2017-18 di Novo Basquete Brasil                                                           |
| Brasile       | Minas Tênis Clube    | Wild Card |
| Uruguay       | Welcome              | Vincitrice del Torneo Apertura 2017                                                                               |
| Uruguay       | Goes                 | Vincitrice del Torneo Clausura 2018                                                                               |
| Uruguay       | Aguada               | Wild Card |
| Ecuador       | ICCAN de Macas       | Vincitrice della stagione 2017-18 di Liga Ecuatoriana                                                             |
| Ecuador       | Piratas de los Lagos | Wild Card |
| Bolivia       | Deportivo Calero     | Vincitrice della stagione 2017-18 di Liga Boliviana de Básquetbol                                                 |
| Cile          | Leones de Quilpué    | 2º posto nella stagione 2017-18 di Liga Nacional de Básquetbol                                                    |
| Colombia      | Fastbreak            | 2º posto nella stagione 2017-18 di Liga Colombiana de Baloncesto                                                  |
| Paraguay      | Olimpia              | Vincitrice della stagione 2017-18 di Primera División                                                             |

## Fase a gironi

### Gruppo A
Località: Franca, Brasile

| Pos | Squadra              | G | V | P | PF  | PS  | DP  | Pt | Risultato                   |
| --- | -------------------- | - | - | - | --- | --- | --- | -- | --------------------------- |
| 1   | Franca (H)           | 3 | 3 | 0 | 268 | 218 | +50 | 6  | Qualificata alle semifinali |
| 2   | Instituto Córdoba    | 3 | 2 | 1 | 231 | 220 | +11 | 5  | Qualificata alle semifinali |
| 3   | Leones de Quilpué    | 3 | 1 | 2 | 220 | 249 | −29 | 4  |                             |
| 4   | Club Atlético Aguada | 3 | 0 | 3 | 226 | 258 | −32 | 3  |                             |

| Giorno    | Squadra 1         | Risultato | Squadra 2         |
| --------- | ----------------- | --------- | ----------------- |
| 2 ottobre | Instituto Córdoba | 75 – 68   | Aguada            |
| 2 ottobre | Franca            | 90 – 63   | Leones de Quilpué |
| 3 ottobre | Leones de Quilpué | 70 – 76   | Instituto Córdoba |
| 3 ottobre | Aguada            | 75 – 96   | Franca            |
| 4 ottobre | Aguada            | 83 – 87   | Leones de Quilpué |
| 4 ottobre | Franca            | 82 – 80   | Instituto Córdoba |

### Gruppo B
Località: Macas, Ecuador
| Pos | Squadra               | G | V | P | PF  | PS  | DP  | Pt | Risultato                   |
| --- | --------------------- | - | - | - | --- | --- | --- | -- | --------------------------- |
| 1   | Olimpia               | 3 | 3 | 0 | 264 | 212 | +52 | 6  | Qualificate alle semifinali |
| 2   | ICCAN Macas (H)       | 3 | 2 | 1 | 234 | 212 | +22 | 5  |                             |
| 3   | Club Deportivo Calero | 3 | 1 | 2 | 234 | 270 | −36 | 4  |                             |
| 4   | Piratas de los Lagos  | 3 | 0 | 3 | 229 | 267 | −38 | 3  |                             |

| Giorno     | Squadra 1            | Risultato | Squadra 2            |
| ---------- | -------------------- | --------- | -------------------- |
| 9 ottobre  | Olimpia              | 98 – 78   | Piratas de los Lagos |
| 9 ottobre  | ICCAN de Macas       | 92 – 73   | Deportivo Calero     |
| 10 ottobre | Deportivo Calero     | 74 – 92   | Olimpia              |
| 10 ottobre | Piratas de los Lagos | 65 – 82   | ICCAN de Macas       |
| 11 ottobre | Piratas de los Lagos | 86 – 87   | Deportivo Calero     |
| 11 ottobre | ICCAN de Macas       | 60 – 74   | Olimpia              |

### Gruppo C
Località: Santiago de Cali, Colombia
| Pos | Squadra                 | G | V | P | PF  | PS  | DP  | Pt | Risultato                                       |
| --- | ----------------------- | - | - | - | --- | --- | --- | -- | ----------------------------------------------- |
| 1   | Quimsa                  | 3 | 3 | 0 | 248 | 222 | +26 | 6  | Qualificate alle semifinali                     |
| 2   | Bauru                   | 3 | 2 | 1 | 237 | 222 | +15 | 5  | Qualificate alle semifinali                     |
| 3   | Minas Tênis Clube       | 3 | 1 | 2 | 218 | 223 | −5  | 4  | Qualificata alle semifinali come migliore terza |
| 4   | Fastbreak del Valle (H) | 3 | 0 | 3 | 225 | 261 | −36 | 3  |                                                 |

| Giorno     | Squadra 1         | Risultato | Squadra 2         |
| ---------- | ----------------- | --------- | ----------------- |
| 16 ottobre | Bauru             | 80 – 86   | Quimsa            |
| 16 ottobre | Fastbreak         | 74 – 91   | Minas Tenis Clube |
| 17 ottobre | Minas Tenis Clube | 70 – 75   | Bauru             |
| 17 ottobre | Quimsa            | 88 – 85   | Fastbreak         |
| 18 ottobre | Quimsa            | 74 – 57   | Minas Tenis Clube |
| 18 ottobre | Fastbreak         | 66 – 82   | Bauru             |

### Gruppo D
Località: Montevideo, Uruguay
| Pos | Squadra  | G | V | P | PF  | PS  | DP  | Pt | Risultato                   |
| --- | -------- | - | - | - | --- | --- | --- | -- | --------------------------- |
| 1   | Flamengo | 3 | 3 | 0 | 277 | 239 | +38 | 6  | Qualificate alle semifinali |
| 2   | Libertad | 3 | 2 | 1 | 252 | 235 | +17 | 5  | Qualificate alle semifinali |
| 3   | Welcome  | 3 | 1 | 2 | 226 | 240 | −14 | 4  |                             |
| 4   | Goes (H) | 3 | 0 | 3 | 214 | 255 | −41 | 3  |                             |

| Giorno     | Squadra 1          | Risultato | Squadra 2          |
| ---------- | ------------------ | --------- | ------------------ |
| 22 ottobre | Libertad Sunchales | 86 – 98   | Flamengo           |
| 22 ottobre | Welcome            | 77 – 73   | Club Atletico Goes |
| 23 ottobre | Libertad Sunchales | 81 – 77   | Welcome            |
| 23 ottobre | Club Atletico Goes | 81 – 93   | Flamengo           |
| 24 ottobre | Flamengo           | 86 – 72   | Welcome            |
| 24 ottobre | Club Atletico Goes | 60 – 85   | Libertad Sunchales |

### Migliore terza
| Pos | Squadra           | G | V | P | PF  | PS  | DP  | Pt | Risultato                   |
| --- | ----------------- | - | - | - | --- | --- | --- | -- | --------------------------- |
| 1   | Minas Tênis Clube | 3 | 1 | 2 | 218 | 223 | −5  | 4  | Qualificata alle semifinali |
| 2   | Welcome           | 3 | 1 | 2 | 226 | 240 | −14 | 4  |                             |
| 3   | Leones de Quilpué | 3 | 1 | 2 | 220 | 249 | −29 | 4  |                             |

## Semifinali
| Semifinaliste           | Semifinaliste | Semifinaliste            | Semifinaliste            |
| ----------------------- | ------------- | ------------------------ | ------------------------ |
| Franca (1ºA)            | Quimsa (1 °C) | Flamengo (1ºD)           | Olimpia (1ºB)            |
| Instituto Córdoba (2°A) | Bauru (2 °C)  | Libertad Sunchales (2ºD) | Minas Tênis Clube (3 °C) |

### Gruppo E
Località: Asunción, Paraguay
| Pos | Squadra     | G | V | P | PF  | PS  | DP  | Pt | Risultato               |
| --- | ----------- | - | - | - | --- | --- | --- | -- | ----------------------- |
| 1   | Franca      | 3 | 2 | 1 | 257 | 231 | +26 | 5  | Qualificata alla finale |
| 2   | Libertad    | 3 | 2 | 1 | 255 | 245 | +10 | 5  |                         |
| 3   | Olimpia (H) | 3 | 2 | 1 | 241 | 239 | +2  | 5  |                         |
| 4   | Quimsa      | 3 | 0 | 3 | 226 | 264 | −38 | 3  |                         |

Note
1. 1 2 3  Franca 1-1, +9 – Libertad 1-1, +5 – Olimpia 1-1, -14

| Giorno      | Squadra 1          | Risultato | Squadra 2          |
| ----------- | ------------------ | --------- | ------------------ |
| 13 novembre | Franca             | 93 – 76   | Quimsa             |
| 13 novembre | Olimpia            | 86 – 84   | Libertad Sunchales |
| 14 novembre | Quimsa             | 73 – 78   | Libertad Sunchales |
| 14 novembre | Franca             | 78 – 62   | Olimpia            |
| 15 novembre | Libertad Sunchales | 93 – 86   | Franca             |
| 15 novembre | Olimpia            | 93 – 77   | Quimsa             |

### Gruppo F
Località: Rio de Janeiro, Brasile
| Pos | Squadra           | G | V | P | PF  | PS  | DP  | Pt | Risultato               |
| --- | ----------------- | - | - | - | --- | --- | --- | -- | ----------------------- |
| 1   | Instituto Córdoba | 3 | 3 | 0 | 257 | 207 | +50 | 6  | Qualificata alla finale |
| 2   | Flamengo (H)      | 3 | 2 | 1 | 277 | 242 | +35 | 5  |                         |
| 3   | Minas Tênis Clube | 3 | 1 | 2 | 207 | 240 | −33 | 4  |                         |
| 4   | Bauru             | 3 | 0 | 3 | 200 | 252 | −52 | 3  |                         |

| Giorno      | Squadra 1         | Risultato | Squadra 2         |
| ----------- | ----------------- | --------- | ----------------- |
| 20 novembre | Flamengo          | 84 – 91   | Instituto Córdoba |
| 20 novembre | Minas Tenis Clube | 67 – 66   | Bauru             |
| 21 novembre | Minas Tenis Clube | 76 – 91   | Flamengo          |
| 21 novembre | Instituto Córdoba | 83 – 59   | Bauru             |
| 22 novembre | Instituto Córdoba | 83 – 64   | Minas Tênis Clube |
| 22 novembre | Bauru             | 75 – 102  | Flamengo          |

## Finale
| Squadra 1         | Totale | Squadra 2 | Gara 1 | Gara 2 | Gara 3 |
| ----------------- | ------ | --------- | ------ | ------ | ------ |
| Instituto Córdoba | 1 – 2  | Franca    | 90–92  | 79–68  | 90–94  |

### Gara-1
| Arbitri: | Jorge Vázquez Julio César Anaya Freile Daniel García Nieves |

|                                 |            |                                  |
| Louzada 21 Jackson 16 Borges 14 | Punti      | 19 Morales 17 González 15 Piñero |
| Borges, Dias 5                  | Assist     | 5 Morales                        |
| Hettsheimeir 9                  | Rimbalzi   | 6 Espinoza                       |
| Helinho                         | Allenatori | Facundo Müller                   |

### Gara-2
| Arbitri: | Alejandro Sánchez Varela Andrés Bartel Maiana Carlos Peralta Ortega |

|                              |            |                                     |
| Scala 21 Piñero 15 Clancy 12 | Punti      | 20 Louzada 14 Hettsheimeir 9 Borges |
| Morales 5                    | Assist     | 3 Goés                              |
| Clancy 12                    | Rimbalzi   | 5 Goés                              |
| Facundo Müller               | Allenatori | Helinho                             |

### Gara-3
| Arbitri: | Andrés Bartel Maiana Alejandro Sánchez Varela Julio César Anaya Freile |

|                                  |            |                                 |
| González 27 Morales 17 Whelan 12 | Punti      | 17 Cipolini 16 Jackson 15 Goés  |
| Morales 5                        | Assist     | 7 Borges                        |
| Espinoza 11                      | Rimbalzi   | 6 Borges, Cipolini, de Oliveira |
| Facundo Müller                   | Allenatori | Helinho                         |

| Quintetto titolare | Quintetto titolare | Quintetto titolare     | Pt   | Rim  | Ass  |
| ------------------ | ------------------ | ---------------------- | ---- | ---- | ---- |
| P                  | 6                  | Santiago Scala         | 10   | 3    | 2    |
| PG                 | 4                  | Leandro García Morales | 17   | 2    | 5    |
| A                  | 21                 | Pablo Espinoza         | 10   | 11   | 0    |
| AG                 | 55                 | Sam Clancy             | 4    | 3    | 1    |
| C                  | 2                  | Facundo Piñero         | 8    | 4    | 2    |
| Panchina:          |                    |                        |      |      |      |
| G                  | 1                  | Federico Pedano        | n.e. | n.e. | n.e. |
| AG                 | 3                  | Enzo Rupcic            | n.e. | n.e. | n.e. |
| P                  | 5                  | Gaston Whelan          | 12   | 1    | 2    |
| G                  | 8                  | Luciano González       | 27   | 0    | 1    |
| C                  | 9                  | Cristian Amicucci      | 2    | 2    | 0    |
| P                  | 17                 | Lucas Reyes            | n.e. | n.e. | n.e. |
| A                  | 30                 | Juan Tulian            | n.e. | n.e. | n.e. |
| Allenatore:        |                    |                        |      |      |      |
| Facundo Müller     |                    |                        |      |      |      |

| Instituto Córdoba |  | Franca |

| Instituto Córdoba | Statistiche        | Franca        |
| ----------------- | ------------------ | ------------- |
|                   | Statistiche        |               |
| 17/34 (50.0%)     | Tiro da 2          | 20/31 (64.5%) |
| 11/33 (33.3%)     | Tiro da 3          | 12/24 (50.0%) |
| 23/26 (88.5%)     | Tiri liberi        | 18/23 (78.3%) |
| 13                | Rimbalzi offensivi | 9             |
| 15                | Rimbalzi difensivi | 24            |
| 28                | Rimbalzi totali    | 33            |
| 13                | Assist             | 19            |
| 7                 | Palle perse        | 14            |
| 9                 | Palle rubate       | 4             |
| 2                 | Stoppate           | 3             |
| 23                | Falli              | 23            |

| Quintetto titolare | Quintetto titolare | Quintetto titolare  | Pt   | Rim  | Ass  |
| ------------------ | ------------------ | ------------------- | ---- | ---- | ---- |
| P                  | 4                  | Alexey Borges       | 11   | 6    | 7    |
| G                  | 32                 | David Jackson       | 16   | 5    | 6    |
| A                  | 18                 | Jimmy de Oliveira   | 12   | 6    | 1    |
| AG                 | 9                  | Lucas Dias          | 9    | 3    | 1    |
| C                  | 15                 | Lucas Cipolini      | 17   | 6    | 1    |
| Panchina:          |                    |                     |      |      |      |
| P                  | 5                  | Elio Neto           | n.e. | n.e. | n.e. |
| G                  | 7                  | Didi Louzada        | 7    | 0    | 1    |
| P                  | 14                 | Cassiano Marinho    | 0    | 0    | 0    |
| C                  | 30                 | Rafael Hettsheimeir | 7    | 1    | 1    |
| A                  | 33                 | Guilherme Braga     | n.e. | n.e. | n.e. |
| A                  | 40                 | Andre Goés          | 15   | 2    | 1    |
| Allenatore:        |                    |                     |      |      |      |
| Helinho            |                    |                     |      |      |      |